# Любимов, Иван Степанович
Ива́н Степа́нович Люби́мов (25 марта 1909, Киев — 26 декабря 2000, Москва) — советский лётчик-истребитель и военачальник, Герой Советского Союза (22 января 1944 года). Генерал-майор авиации (11 мая 1949 года), профессор, кандидат военных наук.

## Биография
Родился 25 марта 1909 года в Киеве в семье рабочего (по другим источникам — селе Глушково Курской области). По национальности — русский. Окончил сельскую школу, батрачил. Затем работал слесарем на Глушковской суконной фабрике и на заводе «Серп и молот» в Харькове. В 1932 году окончил 2 курса Харьковского техникума связи.
С апреля 1932 года на службе в Красной Армии. В августе 1933 года окончил 9-ю военную школу лётчиков и летнабов в Харькове. С августа 1933 года служил в ВВС Черноморского флота: пилот, с ноября 1934 года — младший лётчик 24-й истребительной авиационной эскадрильи (Евпатория); с апреля 1938 года — командир звена, с ноября 1939 года — начальник штаба эскадрильи 32-го истребительного авиационного полка ВВС ВМФ. С июня 1940 года — начальник штаба эскадрильи 8-го 8-го истребительного авиационного полка ВВС ВМФ, в августе 1940 года был возвращён в 32-й истребительный авиаполк ВВС ВМФ командиром эскадрильи которая дислоцировалась в Евпатории.
Участник Великой Отечественной войны с 22 июня 1941 года: в этот день на истребителе И-16 поднялся в воздух для отражения налёта немецкой авиации на Севастополь. Там же над Севастополем 31 августа 1941 года капитан Любимов одержал свою первую победу, сбив бомбардировщик Хе-111.
К 25 сентября совершил 115 боевых вылетов с налётом в 140 часов, а к началу октября 1941 года одержал 4 личных и 1 групповую победы. 9 октября 1941 года был сбит и тяжело ранен в неравном воздушном бою над Перекопским перешейком, с огромным трудом сумел посадить свой истребитель Як-1 в степи, но немецкие лётчики продолжали добивать его уже на земле после его вынужденной посадки. При этом Любимов получил второе тяжёлое ранение и лишился ступни левой ноги (её ампутировали в госпитале).
Однако после длительного лечения Иван Любимов добился возвращения в строй и освоил полёты с протезом. В июле 1942 года вернулся в 32-й истребительный авиаполк ВВС Черноморского флота, продолжил боевые вылеты. После гибели командира полка майора А. З. Павлова в октябре 1942 года назначен командиром полка. За отличное выполнение заданий командования и массовый героизм личного состава 31 мая 1943 года полку было присвоено гвардейское звание и он получил наименование 11-й гвардейский истребительный авиационный полк ВВС ВМФ. За отличия в боях досрочно получил очередные воинские звания майор (в марте 1942 года) и подполковник (в октябре того же года).
К сентябрю 1943 года командир 11-го гвардейского истребительного авиационного полка (1-я минно-торпедная авиационная дивизия ВВС ВМФ, ВВС Черноморского флота) гвардии подполковник И. С. Любимов совершил 109 боевых вылетов, провёл 21 воздушный бой, в которых сбил лично 5 и в составе пары 2 самолёта противника (в наградном листе говорится о 8 лично сбитых самолётах).
Указом Президиума Верховного Совета СССР «О присвоении звания Героя Советского Союза офицерскому, старшинскому и рядовому составу Военно-Морского флота» от 22 января 1944 года за «образцовое выполнение боевых заданий командования на фронте борьбы с немецкими захватчиками и проявленные при этом отвагу и геройство» удостоен звания Героя Советского Союза с вручением ордена Ленина и медали «Золотая Звезда» (№ 2893).
С октября 1943 года — командир 4-й истребительной авиационной дивизии ВВС Черноморского флота. В последний год войны сражался на истребителе Р-39 «Аэрокобра». После завершения боевых действий на Чёрном море в октябре 1944 года направлен на учёбу на Высшие авиационные академические курсы при Военно-морской академии имени К. Е. Ворошилова. За годы войны выполнил 174 боевых вылета, провёл около 60 воздушных боёв, сбил 6 самолётов противника лично и 2 в паре (в последнем наградном листе говорится о 9 победах). Летал на истребителях И-16, Як-1, «Аэрокобра». Участвовал в обороне Крыма, в битве за Кавказ, Новороссийско-Таманской и Крымской наступательных операциях.
После окончания курсов в мае 1945 года вернулся к командованию 4-й истребительной авиадивизии ВВС Черноморского флота, командовал ею по декабрь 1948 года. В январе 1950 года окончил авиационный факультет Высшей военной академии имени К. Е. Ворошилова. С января 1951 года — председатель квалификационной комиссии авиации ВМС СССР. С июля 1951 года — начальник ПВО — командующий Приморским районом ПВО Черноморского флота. С января 1953 года — начальник ПВО Черноморского флота — заместитель командующего ВВС Черноморского флота. С января 1955 года — старший преподаватель кафедры ВВС флота в Высшей военной академии имени К. Е. Ворошилова (с 1958 года — Военная академия Генерального штаба). В феврале 1973 года генерал-майор авиации И. С. Любимов уволен в отставку.
Жил в Москве. Умер 26 декабря 2000 года в Москве на 92-м году жизни. Похоронен на Кунцевском кладбище.

## Награды
Награды СССР
- Медаль «Золотая Звезда» Героя Советского Союза № 2893 (22.01.1944);
- два ордена Ленина (29.01.1942, 22.01.1944);
- три ордена Красного Знамени (29.11.1942, 31.03.1946, 13.06.1952);
- орден Ушакова II степени (27.09.1944);
- орден Отечественной войны I степени (11.03.1985);
- орден Красной Звезды (30.04.1947);
- медаль «За боевые заслуги» (3.11.1944);
- медаль «За оборону Севастополя» (1943);
- медаль «За оборону Одессы» (1943);
- медаль «За оборону Кавказа» (1945);
- ряд других медалей СССР и РФ.

Иностранные награды
- Орден Британской Империи 4-й степени (1944);[10]
- Орден Тудора Владимиреску 4-й степени (Румыния, 1969);[11]
- Медаль «25 лет освобождения Румынии» (Румыния, 1969).